# جرج ولز
جرج ولز (انگلیسی: George Wells؛ زاده ۸ نوامبر ۱۹۰۹ درگذشته ۲۷ نوامبر ۲۰۰۰) یک فیلم‌نامه‌نویس اهل ایالات متحده آمریکا بود.
از فیلم‌هایی که وی در آن‌ها نقش داشته است، می‌توان به تا زمانی که ابرها کنار بروند اشاره نمود.
وی همچنین برنده جوایزی همچون جایزه اسکار بهترین فیلم‌نامه غیراقتباسی شده است.